# Oishi Kenta
Kenta Oishi (sinh ngày 12 tháng 5 năm 1991) là một cầu thủ bóng đá người Nhật Bản.

## Sự nghiệp câu lạc bộ
Kenta Oishi đã từng chơi cho Fujieda MYFC.